# Hefest
Hefest (grč. Ἡφαιστος, Hêphaistos) u grčkoj mitologiji bog je kovač, zaštitnik obrtnika, kipara, metalurga i vatre. Hefestov je pandan u rimskoj mitologiji Vulkan.

## Etimologija
Dorski i eolski oblik Hefestova imena jest (H)aphaestus. Walter Burkert piše da ime a-pa-i-ti-jo na linearnom B pismu iz Knossosa može biti identificirano s njime. Mnogi etimolozi vjeruju da Hefestovo ime nije grčkog porijekla.
Kod Homera Hefestovo ime stoji kao zamjena za vatru.

## Karakteristike
Danas se na atenskoj Agori nalazi hram posvećen bogu Hefestu koji je ujedno i jedan od najočuvanijih hramova posvećenih starogrčkim božanstvima.
Hefestovi su simboli kovački čekić i par kliješta, a katkad drži i sjekiru. Bio je prilično ružan, što je bio ili od rođenja ili nakon pada. Također je bio i hrom, hodao je sa štapom, a često ga se prikazivalo s nogama okrenutim naopačke.
U umjetnosti je često prikazivan hromim naginjući se nad svoj nakovanj. Njegov je lik odražavao niži stupanj trovanja arsenom čija je posljedica bila šepavost i rak kože. Arsen je dodavan bronci da bi je učvrstio, a od te je bolesti patila većina kovača brončanog doba.

## Mitologija

### Rođenje i povratak na Olimp
Kako i Homer navodi u svojoj Ilijadi, Zeus ga je bacio s Olimpa jer je oslobodio svoju majku Heru koja je bila privezana zlatnim lancem između zemlje i neba, nakon svađe sa Zeusom. Hefest je padao devet dana i noći, a potom je pao na otok Lemnos gdje su ga odgojile Tetida i Eurinoma. Izrastao je u majstora obrtnika, a potom su ga vratili na Olimp jer je svojim umijećem bio koristan bogovima. Druga inačica mita govori da je Hera bila užasnuta kad je vidjela ružnoću svoga potomka te da ga je sama bacila s Olimpa.
Hefest se osvetio svojoj majci Heri koja ga je odbila napravivši joj začarano zlatno prijestolje koje joj, kad bi se ona sjela na nj, nije dopuštalo da ga napusti. Ostali su bogovi molili Hefesta da se vrati na Olimp i da je pusti, ali on ih je stalno odbijao. Dioniz ga je napio i vratio ga na Olimp na mulinim leđima. Hefest je oslobodio Heru nakon što su mu dali Afroditu, božicu ljubavi, kao svoju ženu. U drugoj inačici mita, dobio je njezinu ruku da bi se spriječili sukobi ostalih bogova oko nje same, jer je on bio najnesigurniji od bogova.

### Kovač
Hefest je stvorio većinu veličanstvene opreme, oruđa i oružja za bogove:
- Zeusove munje
- Hermesovu krilatu kacigu i sandale
- Egida - štit (Zeusov i Atenin)
- Afroditin pojas
- Agamemnonov štap
- Ahilejev štit
- Heraklovu čegrtaljku
- Helijeve kočije
- Erosov luk i strijele
- Hadovu kacigu nevidljivosti.

Hefestu je pomagao Kiklop, njegov asistent u kovanju. Također je napravio i metalne robote koji su mu pomagali. Njegovu je vatru ukrao Prometej koju je odnio ljudima, a poslije je Hefest napravio i ženu Pandoru. Hefestove su kovačnice u vulkanima.

### Hefest i Atena
Zajedno sa svojim bratom Aresom Herin je i Zeusov sin; ili samo Herin. Naime, neki izvori tvrde da ga je Hera rodila sama, ljubomorna na to što je Zeus sam rodio Atenu. Atena i Hefest povezani su, Hefest je kovao njezino oružje, a Atena je također bila zaštitnica obrtnika.
Hefest je pokušao silovati Atenu, ali nije uspio. Njegovo je sjeme palo na tlo te se Erehtej rodio iz Zemlje, Geje. Atena je potom odgojila dijete kao njegova pomajka. Druga inačica priče govori da je sjeme palo na Ateninu nogu te da ga je ona obrisala vunenom tkaninom koju je bacila na tlo. Treća inačica govori da je Hefest htio oženiti Atenu, ali ona je nestala s bračne postelje te je on ejakulirao na tlo.

### Hefest i Afrodita
Hefest i Afrodita imali su dogovoren brak, a to se Afroditi nije svidjelo. Varala ga je s Aresom, bogom rata. U Homerovoj Odiseji Alkinoj pjeva o mitovima. Helije je jednom krišom promatrao Aresa i Afroditu kako uživaju jedno u drugom potajno. To je prijavio olimpskome vijeću, a Hefest je predložio da ih se uhvati na djelu te je stvorio mrežu s kojom je mislio baciti u klopku nedopuštene ljubavnike. U točno određeno vrijeme, Hefest je bacio mrežu i ostavio ih nepomične. No, Hefest nije bio zadovoljan sa svojom osvetom, pozvao je olimpske bogove i božice da vide par. Božice su odbile, ali bogovi su došli i komentirali Afroditinu ljepotu i da bi rado mijenjali mjesto s Aresom. Nakon što su ih pustili, Ares je odjurio u svoju domovinu Trakiju. Ares je morao platiti preljubničku kaznu, a Hefest se najvjerojatnije razveo od Afrodite i vratio je njezinu ocu.
Prema Homerovoj Ilijadi, Hefestova je žena bila Agleja, jedna od Harita.

## Vanjske poveznice
- Hefest u klasičnoj literaturi i umjetnosti (engl.)
- Hefest u grčkoj mitologiji (engl.)